# 世田谷区立若林中学校
世田谷区立若林中学校（せたがやくりつ わかばやしちゅうがっこう）は、東京都世田谷区にあった公立中学校。1947年5月3日に開校し、2011年4月1日に世田谷区立山崎中学校と統合し世田谷区立世田谷中学校となった。

## 教育目標
- 深く考え、自ら学ぶ人間の育成。
- 思いやりのある心豊かな人間の育成。
- 体力・気力のある人間の育成。

## 特別支援教育
1958年4月1日に「双葉学級」と命名。

## 最寄りの交通
- 東急電鉄世田谷線 若林駅